# Tuyau
Pour le conseil, voir Tuyau (conseil).

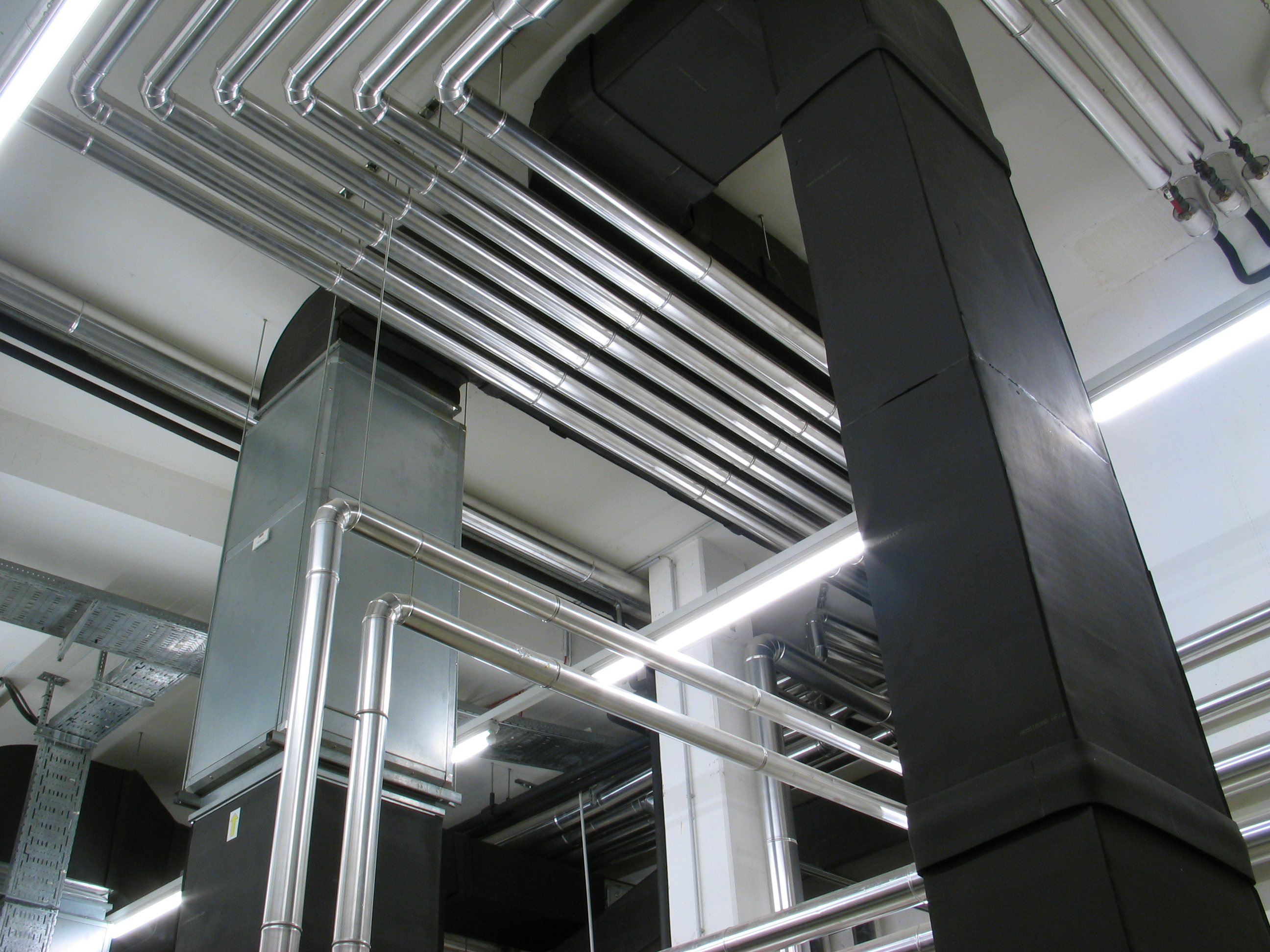
Les tuyauteries d'une chaudière.

Un tuyau est un élément de section circulaire destiné à l'écoulement d'un fluide, liquide, ou gaz ou d'un solide pulvérulent, au transport de l'énergie de pression (air comprimé, vapeur, huile hydromécanique, etc.), à l'échange de l'énergie au travers de la paroi (échangeur thermique, radiateur). Il peut être rigide ou souple (flexible). La paroi du tuyau sépare l'intérieur de l'extérieur et permet ces fonctions. L'extrémité femelle d'un tuyau, qui reçoit l'embout mâle est appelé aussi « tulipe ».

## Étymologie et définition

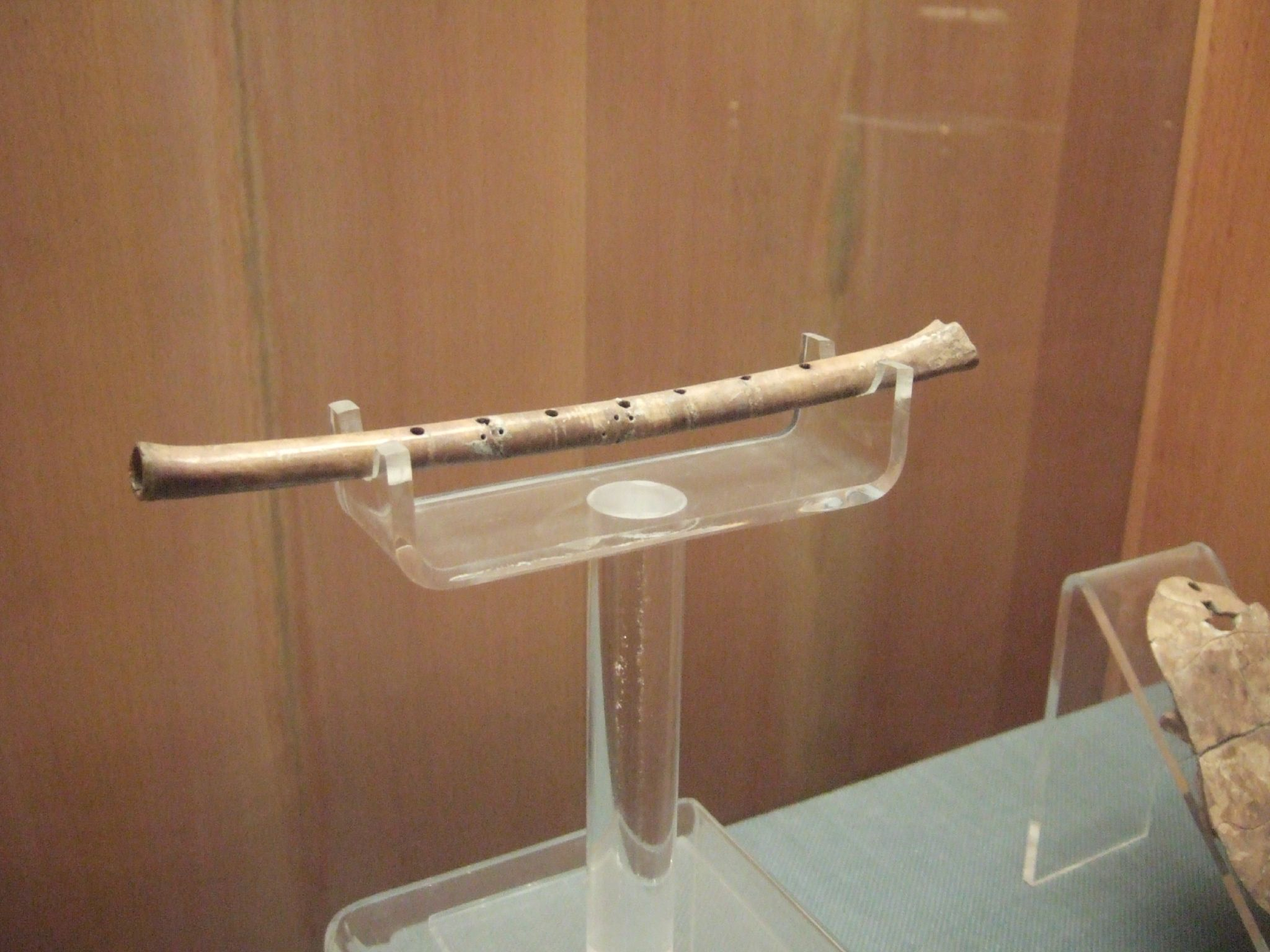
La flûte en os de Jiahu (nommée gudi) a été mise au jour sur le site archéologique de Jiahu (Chine). Os de grue, on peut déduire des marques réparties uniformément sur le tube que le calcul et le calibrage ont été effectués avec soin avant le forage du tube.

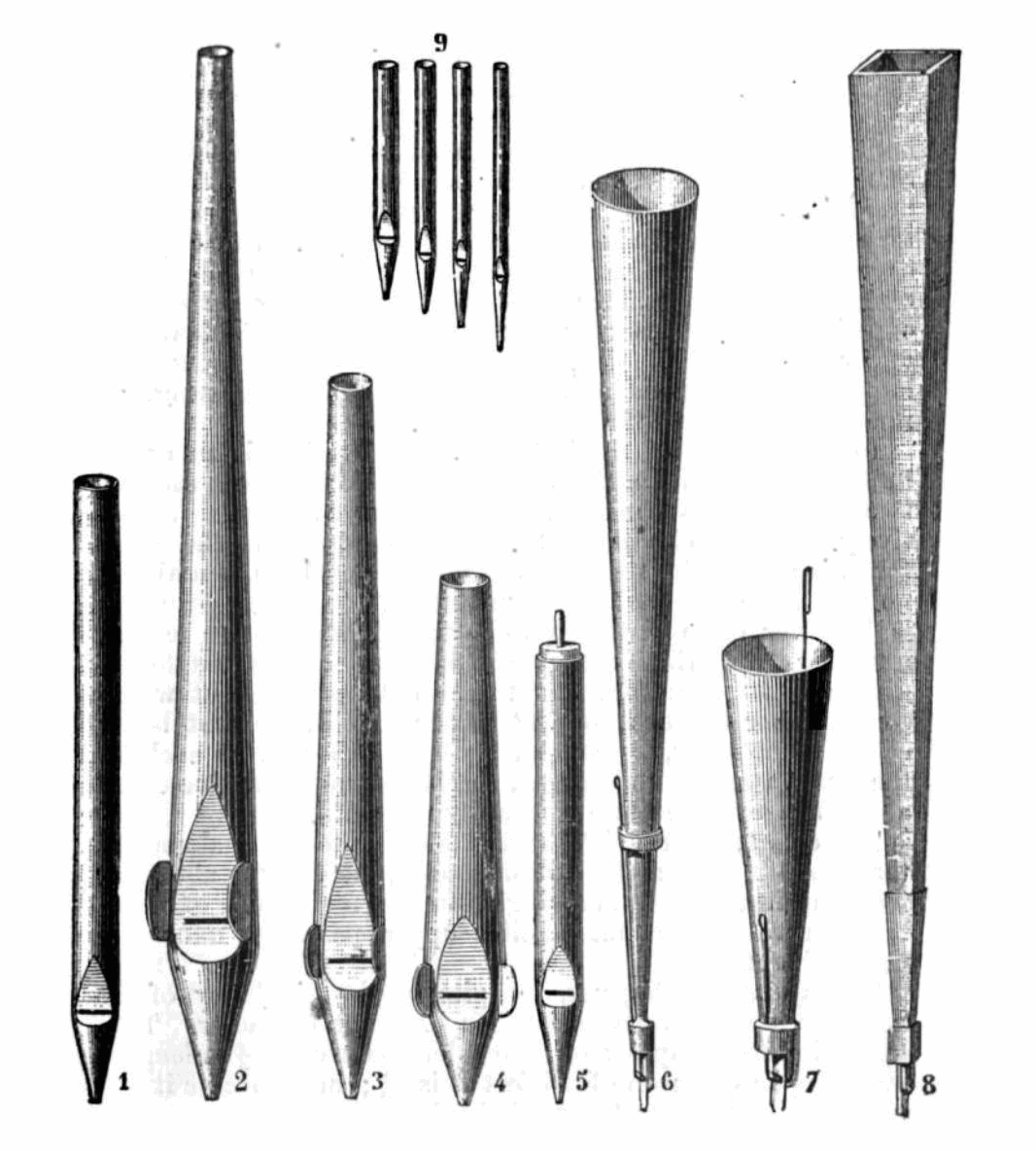
Formes des tuyaux d'orgue

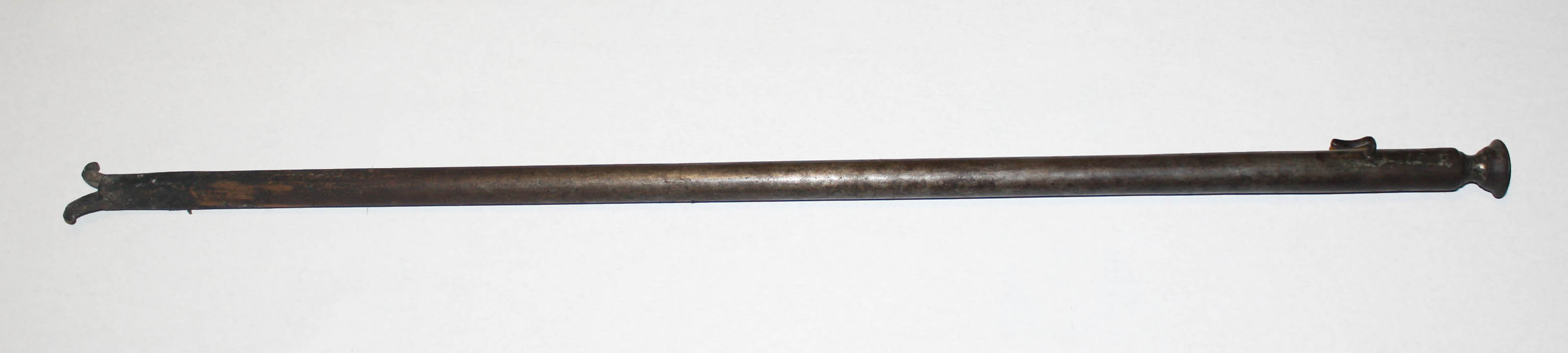
Ancien soufflet à bouche en fer forgé. Le plus élémentaire et sans doute le plus primitif des soufflets. Le soufflet à bouche était constitué d'un long tube en fer ou en bois d'un mètre environ, ou quelquefois par un canon de fusil sans culasse.

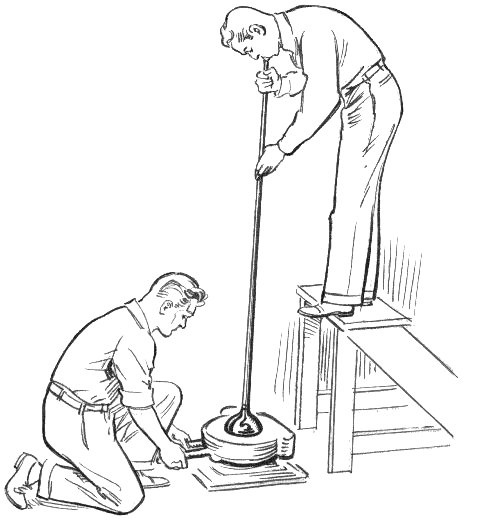
Canne de verrier

Les premiers tuyaux authentifiés réalisés par l'homme sont des flûtes ; les flûtes du Paléolithique font partie des plus anciens instruments de musique attestés par l'archéologie ; dans le sud-ouest de l'Allemagne, un radius de vautour fauve, a par exemple été utilisé il y a 35 000 ans. La Rome antique appelait la flute « fistula » – terme qu'elle a aussi employé pour désigner les canalisations en plomb, les fistulae ; « tibia », une flûte faite avec l’os sorti de la patte d’une grue ; « avena », hors d'une tige d’avoine ; les flûtes des spectacles étaient d’argent, d’ivoire ou d’or ; celles des sacrifices étaient de buis, etc.. De là l'origine supposée du mot « tuyau », du francique thūta, « trompette, tuyau » ; ou du gotique composé, thut-haurn, corne-trompette, cor à sonner.
Les tubes ou tuyaux sont présents dans la nature : la tige des végétaux, souple dans certains cas, rigide comme c'est le cas pour le bambou ; le rachis des plumes d'oiseaux, c'est-à-dire l'axe des plumes, creux à sa base, fut aussi appelé « tube » ; le réseau souple des veine, viscères des organismes animaux : les tuyaux d'incendie ou d'arrosage étaient appelés « boyau d'incendie » et « boyau d'arrosage » au XIXe siècle, et sont toujours appelés de cette manière au Québec. L'homme n'a donc pas eu à chercher très loin pour trouver matière à son inspiration pour le développement de son industrie.
Pour la conduite des eaux, on parle de canal, dans lesquels l'écoulement se fait à l'air libre, d'aqueduc, de conduite, de conduite hydraulique ou d'émissaire, constitué de tuyaux. Pour la conduite des eaux usées on parle d'égout ou de drainage. 
Les tuyaux, éléments essentiels de civilisation sont organisés en systèmes et en réseau ; pour former canalisation (qui peut être aussi un canal, « canalisation » renferme le verbe « canaliser », l'action de rassembler pour transporter) ; et par la prise du suffixe latin « -duc » (du latin ducere, conduire), sur le modèle de « aqueduc », former gazoduc, pour conduire le gaz naturel ; oxygénoduc ou d'oxyduc pour conduire l'oxygène ; hydrogénoduc pour conduire l'hydrogène ; oléoduc, pour conduire le pétrole ; saumoduc pour conduire la saumure, etc., constitués de tubes ou tuyaux mis bout à bout. Le terme anglais « pipeline » a souvent remplacé canalisation pour le transport des gaz et liquides à très grande échelle. Ces réseaux se développent essentiellement début XIXe siècle pour l'eau et le gaz d'éclairage ; ils sont à l'échelle d'une ville, progressivement à l'échelle d'un pays, seconde moitié du XXe siècle pour le gaz naturel, les réseaux couvrent plusieurs pays.
Une canalisation de petite taille prendra le nom de tuyauterie, le terme incluant en plomberie les raccords et accessoires nécessaires à sa réalisation (repris aussi sous le terme de robinetterie). Dans certaines circonstance le tuyau prend le nom de tube ou de buse, etc.
Le tuyau prend aussi suivant les circonstances les dénominations suivantes :
- le nom de « gaine » (gaine technique, gaine de ventilation) lorsqu'il sert à conduire et protéger des composants électriques ou lorsqu'il est utilisé dans une installation de ventilation ;
- lorsqu'il est placé verticalement, pour conduire des gaz ou des liquides on parle de « colonne » : dans les sciences, « colonne de distillation », le système permettant de décomposer la matière, « colonne montante » pour les installations d'eau et de gaz dans les immeubles d'appartement. Pour évacuer les eaux-vannes, on parle de tuyau de décharge ou même de décharge ;
- quand il prend la forme d'un solénoïde, on parle de serpentin, en chimie ou dans les chaudières du chauffage central ;
- dans la marine du début du XXe siècle, les échappements de fumée des machines s'évacuaient par des conduits protégés par de hautes enveloppes cylindriques verticales, appelées « tuyaux ». Ainsi, les torpilleurs français de 1 500 tonnes construits entre 1926 et 1931, classes Bourrasque et l'Adroit étaient communément appelés « les trois tuyaux ». Les tuyaux ont par la suite, été remplacées par des cheminées plus larges et plus courtes ;
- le transport par tube pneumatique est un système propulsant par différence de pression des navettes cylindriques, lesquelles servent à transporter des objets.

Le façonnage des tuyaux dans leur usage domestique est d’abord le domaine de la fontainerie, et plus spécifiquement le domaine du plombier, ouvrier spécialisé dans le façonnage du plomb (utilisé comme cheminée, celui du fumiste). Pour les réseaux d'eaux potables, des eaux usées (souvent enterré), mais aussi pour le transport sur de longues distances en extérieur (conduite forcée, pipeline, etc.), le métier spécifique à la pose est nommé canalisateur.  Avec le développement des gaz manufacturés, les réseaux de canalisation ne sont plus du domaine exclusif de l'approvisionnement en eau ; les pipelines sont du domaine de l'hydraulicien en ingénierie, et du tuyauteur pour la fabrication (mais aussi installation et maintenance).
Un vide peut être réalisé dans une portion de tube pour réaliser des pompes. A contrario dans une conduite forcée, l'eau est transportée sous pression.

### Tuyau, tube
Tuyau et tube sont des termes synonymes. Ils désignent l'un et l'autre le même cylindre creux qui sert à donner passage aux gaz et autres fluides. Ce qui les distingue au XIXe siècle, c'est que « Tuyau » se dit « des cylindres préparés par la nature pour l'économie animale ou par l'art, pour le service de la société » et que « Tube » ne se dit que de ceux dont on se sert pour faire des « observations et des expériences en physique, en astronomie, en anatomie ».

« Ainsi l'on appelle tuyaux les tiges cylindriques des plumes des oiseaux, celles du blé du chanvre et des autres plantes qui ont la tige creuse, les canaux cylindriques de fer, de plomb, de bois, de terre cuite ou d'autre matière que l'on emploie à la conduite des eaux, des immondices, de la fumée, etc. Ceux d'étain ou de fer blanc qui servent à la construction des orgues, des serinettes, etc. Mais on appelle tubes les tuyaux dont on construit les thermomètres, les baromètres et autres qui servent aux expériences sur l'air et les autres fluides ceux des lunettes à longue vue des télescopes, etc.. »

Tube qui renvoie à la perfection de la forme, est un terme de science. Tuyau est de l'usage ordinaire. Le physicien et l'astronome se servent de tubes, nous employons différentes sortes de tuyaux pour conduire les liquides. Le géomètre et le physicien considèrent les propriétés du tube, nous considérons la futilité du tuyau. Le tube est en général un corps d'une telle figure. Le tuyau est plutôt un ouvrage propre pour tel usage.
Dans l'industrie et la construction, la désignation « tube » est souvent réservée de nos jours au cylindre en acier et celle de tuyau au cylindre fabriqué à partir d'autres matériaux (fonte, béton, polyéthylène, PVC, grès, fibre de verre, etc). Toutefois cette règle souffre quelques exceptions : en électricité les gaines électriques contenant les câbles électrique sont aussi appelées « tubes». Le terme gainage ou tubage, désigne l'action de placer des tubes et est réservé à la pose d'un conduit de cheminée dans une cheminée existante mais dont l'efficacité n'est plus garantie, ou bien, la pose de gaines électriques dans les murs.
En anglais, dans l'usage courant, les mots « pipe » et « tube » sont généralement interchangeables, mais dans l'industrie et l'ingénierie, les termes sont définis de manière unique. Selon la norme applicable selon laquelle il est fabriqué, le tuyau ( « pipe »)  est généralement spécifié par un diamètre nominal avec un diamètre extérieur constant (outside diameter, OD) et une nomenclature qui définit l'épaisseur. Le tube est le plus souvent spécifié par le diamètre extérieur et l'épaisseur de paroi, mais peut être par le choix d'un diamètre extérieur (OD), ou d'un diamètre intérieur (ID) ainsi que l'épaisseur de paroi. Les tuyaux (« pipe ») sont généralement fabriqués selon l'une des nombreuses normes industrielles nationales et internationales. Bien que des normes similaires existent pour les tubes d'applications spécifiques à l'industrie, les tubes sont souvent fabriqués selon des tailles personnalisées et une gamme plus large de diamètres et de tolérances. De nombreuses normes industrielles et gouvernementales existent pour la production de tuyaux et de tubes. Le terme « tube » est également couramment utilisé pour sections non cylindriques, c'est-à-dire des tubes carrés ou rectangulaires. En anglais, « pipe » est le terme le plus couramment utilisé dans la majeure partie du monde, tandis que « tube  » est plus largement utilisé aux États-Unis. « pipe » et « tube  » impliquent tous deux un niveau de rigidité et de permanence, alors qu'un hose (tuyau souple ou hosepipe) est généralement portable et flexible. Les assemblages de tuyaux (« pipe ») sont presque toujours construits à l'aide de raccords tels que des coudes, des tés, etc., tandis que les tubes (« tube »)  peuvent être formés ou pliés dans des configurations personnalisées. Pour les matériaux qui ne sont pas flexibles, et ne peuvent pas être formés, ou lorsque la construction est régie par des codes ou des normes, les assemblages de tubes (« tube ») sont également construits à l'aide de raccords de tubes.

## Matériaux
Les tuyaux sont fabriqués à partir de nombreux types de matériaux, notamment céramique (tuyau en terre cuite, tuyau en grès), le verre, la fibre de verre, de nombreux métaux, le béton et le plastique. Dans le passé, le bois (conduite en bois) et le plomb (du latin plumbum, d'où vient le mot « plomberie », fistule romaine) étaient couramment utilisés.
Généralement, la tuyauterie métallique est en acier ou en fer, comme l'acier noir (laqué) non fini, l'acier au carbone, l'acier inoxydable, l'acier galvanisé, le laiton et la fonte ductile. La tuyauterie à base de fer est sujette à la corrosion si elle est utilisée dans un courant d'eau hautement oxygéné. Des tuyaux ou des tubes en aluminium peuvent être utilisés lorsque le fer est incompatible avec le fluide de service ou lorsque le poids est un problème ; l'aluminium est également utilisé pour les tubes de transfert de chaleur tels que dans les systèmes frigorifiques. Les tubes en cuivre sont populaires pour les systèmes de plomberie domestique (eau potable) ; le cuivre peut être utilisé là où un transfert de chaleur est souhaitable (radiateurs ou échangeurs de chaleur). Les alliages d'acier Inconel, chrome-molybdène (en) et titane sont utilisés dans les tuyauteries à haute température et sous pression dans les installations de traitement et d'électricité. Lors de la spécification d'alliages pour de nouveaux procédés, les problèmes connus de fluage et d'effet de sensibilisation (Intergranular corrosion (en)) doivent être pris en compte.
La tuyauterie en plomb se trouve encore dans les anciens systèmes de distribution d'eau domestique et autres, mais n'est plus autorisée pour les nouvelles installations de tuyauterie d'eau potable en raison de sa toxicité. De nombreux codes du bâtiment exigent maintenant que la tuyauterie en plomb dans les installations résidentielles ou institutionnelles soit remplacée par une tuyauterie non toxique ou que l'intérieur des tubes soit traité avec de l'acide phosphorique. Selon un chercheur principal et expert principal de l'Association canadienne du droit de l'environnement : « […] il n'y a pas de niveau sûr de plomb [pour l'exposition humaine] ». En 1991, l'EPA des États-Unis a publié la Lead and Copper Rule, une réglementation fédérale qui limite la concentration de plomb et de cuivre autorisée dans l'eau potable publique, ainsi que la quantité autorisée de corrosion des tuyaux due à l'eau elle-même. Aux États-Unis, on estime que 6,5 millions de conduites en plomb (en) (tuyaux qui relient les conduites d'eau à la plomberie domestique) installées avant les années 1930 sont toujours utilisées.
Les tubes en plastique (en) sont largement utilisés pour leur poids léger, leur résistance aux produits chimiques, leurs propriétés non corrosives et leur facilité de connexion. Les matières plastiques comprennent le polychlorure de vinyle (PVC), le chlorure de polyvinyle chloré (CPVC), le plastique renforcé de fibres (FRP), mortier polymère renforcé (RPMP), polypropylène (PP), le polyéthylène (PE), le polyéthylène réticulé (PEX), du polybutylène (PB) et de l'acrylonitrile butadiène styrène (ABS). Dans de nombreux pays, les tuyaux en PVC représentent la majorité des matériaux de tuyaux utilisés dans les applications municipales enterrées pour la distribution d'eau potable et les conduites d'eaux usées. Les spécialistes des études de marché prévoient des revenus mondiaux totaux de plus de 80 milliards de dollars américains en 2019. En Europe, la valeur marchande s'élèvera à environ 12,7 milliards d'euros en 2020.
Les tuyaux peuvent être en béton ou en céramique, généralement pour des applications à basse pression telles que l'écoulement par gravité ou le drainage. Les canalisations d'égouts sont encore majoritairement en béton ou en grès. Le béton armé peut être utilisé pour les tuyaux en béton de grand diamètre. Ce matériau de canalisation peut être utilisé dans de nombreux types de construction et est souvent utilisé dans le transport par gravité des eaux pluviales. Habituellement, un tel tuyau aura une emboiture ou un raccord cannelé, avec diverses méthodes d'étanchéité appliquées à l'installation.

### Traçabilité et identification positive des matériaux (PMI)
Lorsque les alliages pour tuyauterie sont forgés, des tests métallurgiques sont effectués pour déterminer la composition du matériau par % de chaque élément chimique dans la tuyauterie, et les résultats sont enregistrés dans une attestation d'épreuve en usine (en) (Mill test report, MTR). Ces tests peuvent être utilisés pour prouver que l'alliage est conforme à diverses spécifications (par exemple 316 SS). Les tests sont estampillés par le département AQ/CQ de l'usine et peuvent être utilisés pour retracer le matériau jusqu'à l'usine par les futurs utilisateurs, tels que les fabricants de tuyauteries et de raccords. Le maintien de la traçabilité entre le matériau de l'alliage et le MTR associé est une question importante d'assurance qualité. Le contrôle qualité exige souvent que le numéro de coulée (en) soit inscrit sur le tuyau. Des précautions doivent également être prises pour éviter l'introduction de matériaux contrefaits. En guise de sauvegarde pour la gravure / l'étiquetage de l'identification du matériau sur le tuyau, une identification positive du matériau (en) est effectuée à l'aide d'un appareil portable ; l'appareil scanne le matériau du tuyau à l'aide d'une onde électromagnétique émise (fluorescence  X) et reçoit une réponse qui est analysée par spectrographie.

## Histoire

### Usages dans les arts
Le tuyau sonore est le principe de tous les instruments à vent. La fréquence de vibration de l'air, donc la hauteur de la note, dépend de la pression de l'air et de la longueur du tuyau, selon le principe de l'onde stationnaire dans un tuyau.
Un instrument à vent est un instrument de musique dont le son est produit grâce aux vibrations d'une colonne d'air provoquées par le souffle d'un instrumentiste, (flûte, trompette, etc.), d'une soufflerie mécanique (orgue, accordéon) ou d'une poche d'air (cornemuse, veuze, etc.). Les instruments à vent peuvent être fabriqués avec toutes sortes de matières : bois, métal, plastique, plexiglas, cristal, ivoire ou os.
Peinture : L'invention du tube de peinture souple est à l'origine du courant impressionniste. En effet, il permit au peintre de sortir de l'atelier pour se rendre dans la nature afin de peindre « sur le motif ».

### Usages dans la guerre
Depuis la sarbacane jusqu'au lance-roquettes, un projectile est envoyé au moyen d'un tube au moyen du souffle provoqué par la l'air expulsé des poumons ou par une détonation de différents matériaux. Les sarbacanes sont en bois dur, les matériaux utilisés pour la fabrication des canons (De l’italien "cannone", augmentatif de canna : « tige », « roseau », « jonc » ou « tuyau ».) ou « bouches à feu » doivent eux, répondre à des critères élevés de dureté, de ténacité et d'élasticité.
Les premières bouches à feu furent faites en fer forgé. Elles étaient composées de barres de fer soudées et assemblées en forme de douves et reliées par des cercles de même métal. En 1354, il y avait déjà des pièces en cuivre. En 1372, on coulait des pièces de bronze à Augsbourg. Vers la fin du XIVe siècle, ces pièces étaient très nombreuses en Italie. On employa le fer forgé concurremment avec le bronze pendant environ deux siècles et demi. La fabrication des pièces de bronze ou de cuivre fait supposer la connaissance des fourneaux à réverbère. Le bronze outre l'étain et le cuivre contenait un peu de zinc et même du plomb mais on ne tarda guère à adopter une composition formée de cuivre et d'étain seulement. La coulée des pièces de gros calibres exigeait le concours plusieurs hauts fourneaux. Dans le principe, les pièces étaient coulées à noyau, on ne les alésait même pas. On voit qu'en 1671, les pièces étaient encore coulées à noyau mais avec masselottes et qu'elles étaient alésées. L'alésage se faisait autrefois verticalement. En 1744, Jean Maritz, inspecteur général de la fonderie de la marine en France imagina de couler les bouches à feu pleines et de les forer horizontalement en les faisant tourner autour de leur axe. En 1748, ces procédés devinrent réglementaires en France. En Angleterre dès 1712, on substitua le charbon minéral au charbon de bois dans la fabrication de la fonte. Les premiers essais ne furent pas heureux et l'entreprise fut abandonnée. Cependant, on revint au procédé et en 1740, on produisit de la fonte au coke, l'acier. Les machines à vapeur qui furent inventées peu de temps après mirent de grandes forces motrices à la disposition de l'industrie et permirent l'établissement de hauts fourneaux à grandes dimensions. De 1760 à 1766, l'emploi de coke dans la réduction des minerais de fer devint général en Angleterre. C'est aussi vers la même époque que l'on commença dans ce pays à fabriquer les pièces avec de la fonte au coke mais toujours par le coulage direct au haut fourneau. Les canons en fer furent coulés en seconde fusion par le fourneau à réverbère chauffé à la houille à partir de 1770 à 1775, en Angleterre et de 1780 à 1790, en France et en Belgique.

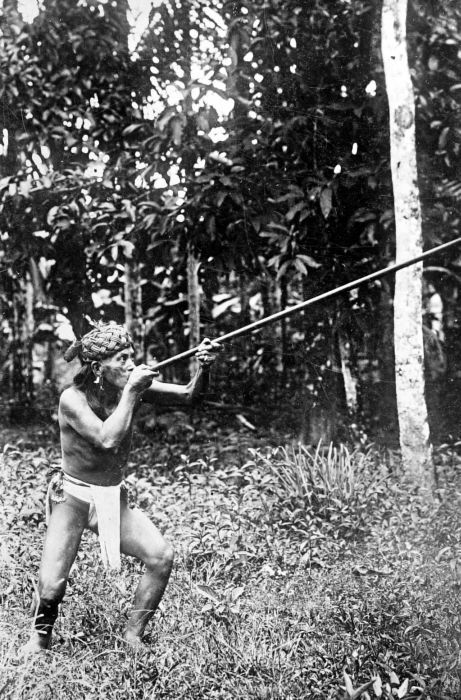
Indonesien et sa sarbacane, circa 1920.
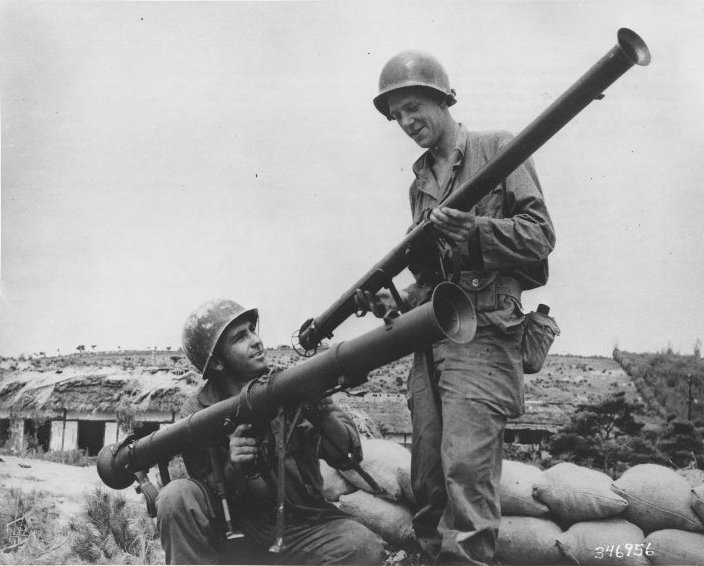
Soldats américains tenant des Bazookas, pendant la Guerre de Corée.
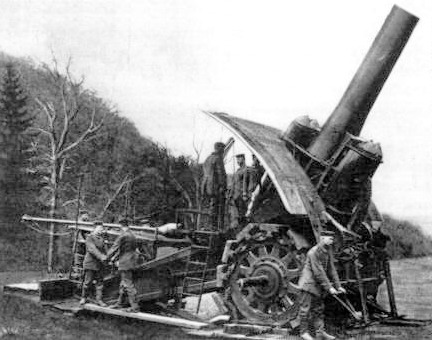
Obusier de 420 mm type M « Grosse Bertha » en batterie. Le canon, est aussi le tube servant à lancer un projectile. Souvent en acier, on aura de cesses d'en améliorer la ténacité de même que la résistance à l'éclatement.

### Canalisation des eaux
Il est possible qu’à une époque préhistorique on utilisa des troncs d’arbres creux pour véhiculer l’eau[réf. nécessaire], l’usage en a perduré jusqu’en 1788, pour amener la saumure de Salins-les-Bains jusqu’à la Saline royale d'Arc-et-Senans via un saumoduc (double canalisation en sapin de 21 km).

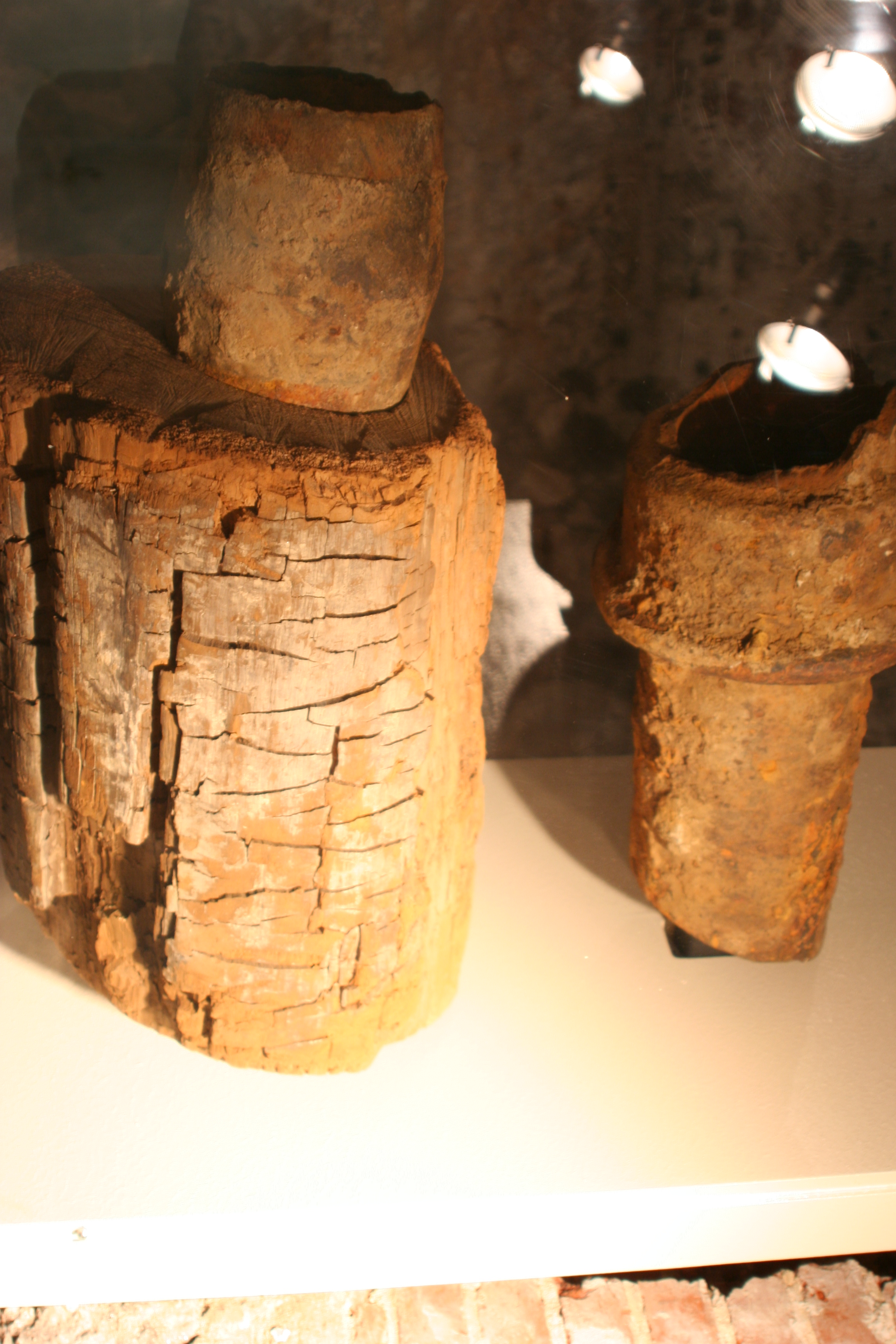
Tuyau taillé dans du bois pour véhiculer l’eau

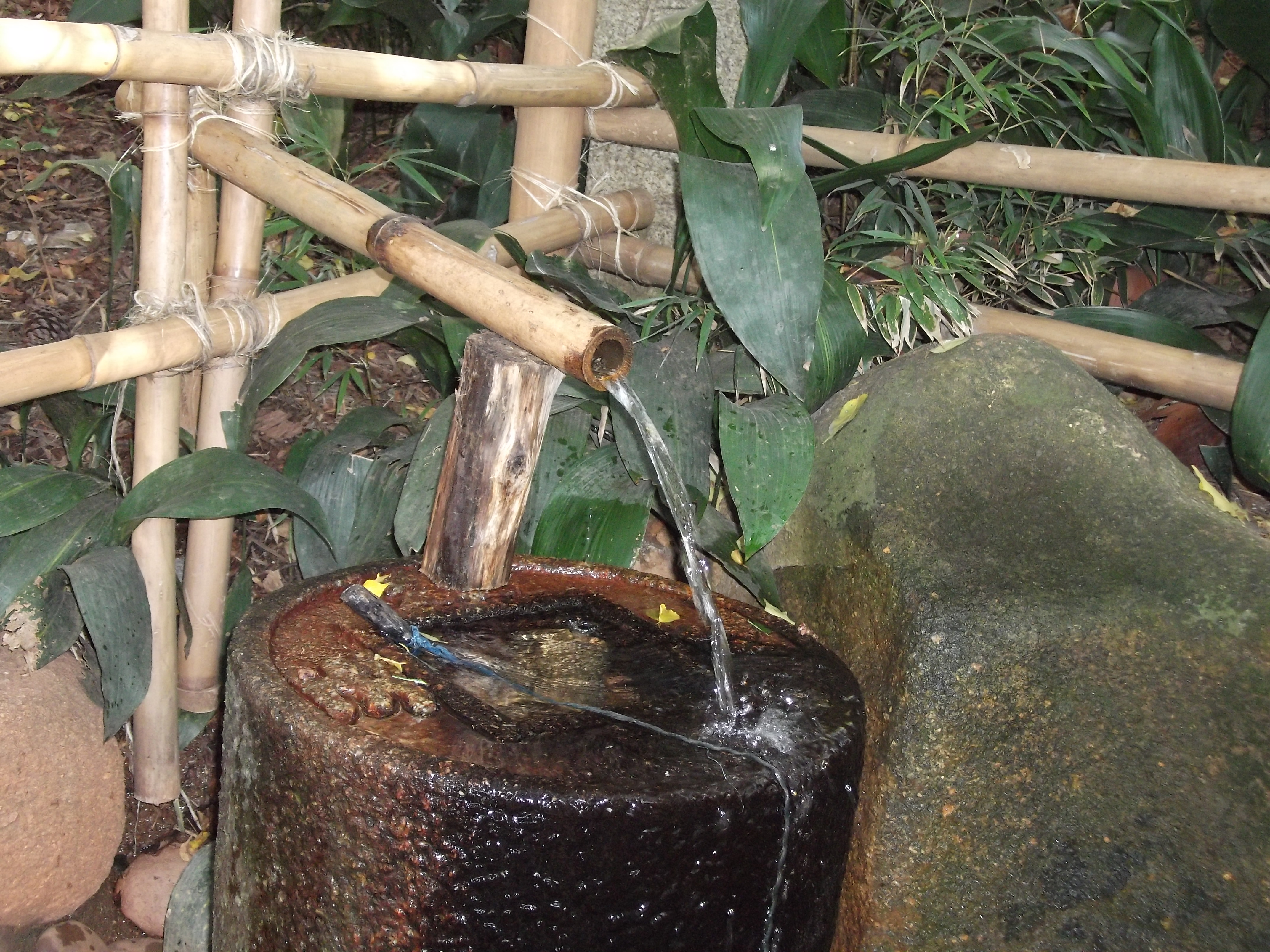
Praça, Préfecture de Shiga

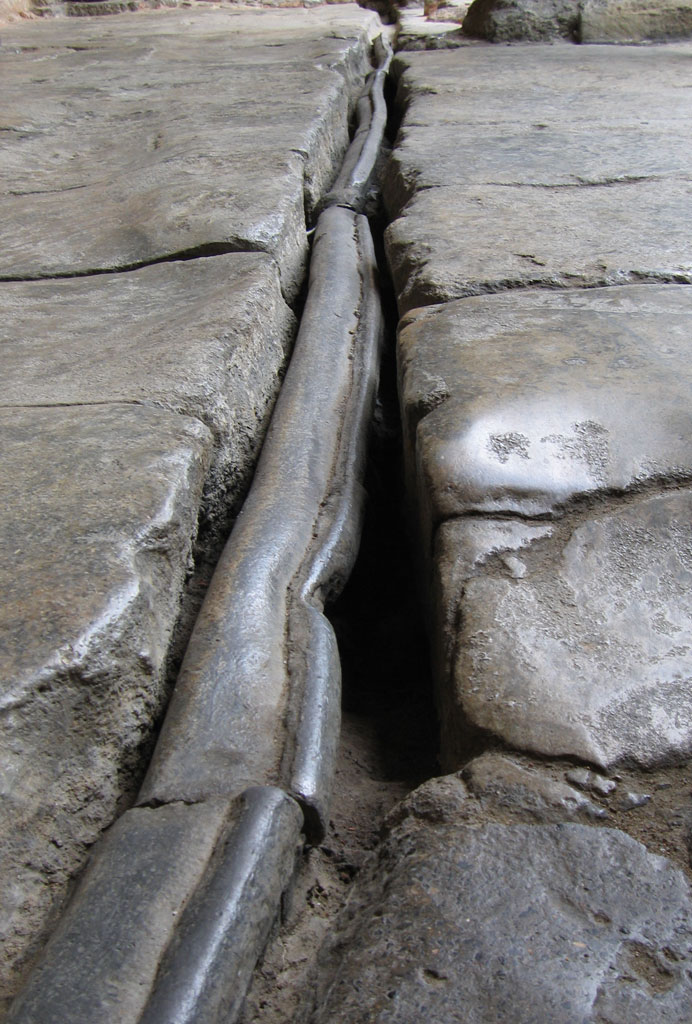
Fistule de plomb, utilisé à l’époque romaine à l’intérieur des thermes de Bath - Angleterre

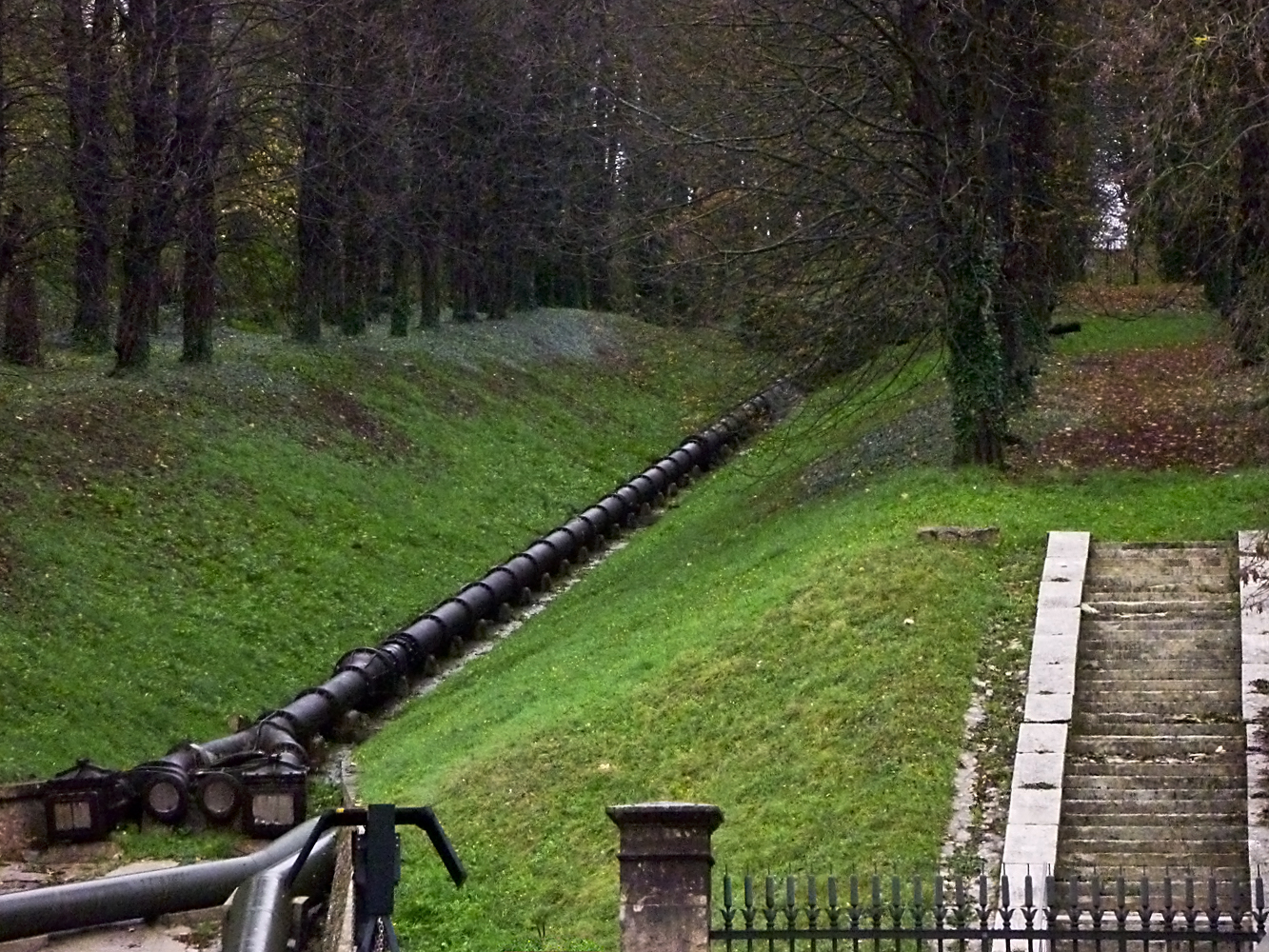
Canalisations de la première machine de Marly. XVIIe siècle

Les gros bambous servent en Chine au XIXe siècle à faire des conduits à travers lesquels l'eau ne s'infiltre pas. Ils durent ainsi plusieurs années sans avoir besoin d'être remplacés. Afin de rendre le bambou plus solide et lui ôter sa porosité on l'enduit d'huile extérieurement et intérieurement, on le fait ensuite noircir au feu. Ainsi préparé il est à l'abri des piqûres d'insectes et peut même être mis en terre sans qu'il y ait crainte de le voir pourrir. Aussi les conduites d'eau sont elles exclusivement faites en Bambou. Le bambou est divisé de distance en distance par des nœuds dont le tissu intérieur est beaucoup moins dur que la tige. Ces nœuds peuvent être percés facilement. Les Chinois savent les perforer et les travailler intérieurement de manière que la dimension soit partout constamment la même. Les tiges ainsi préparées servent à faire des tubes d'instruments d'optique et « ils sont aussi justes que les tubes de métal ».
Dans l’Égypte antique, on utilisait des tuyaux de cuivre pour transporter l’eau potable : un exemplaire, retiré du temple du roi Sa-Hure ad Abousir et remontant à 2750 av.J.-C. environ, est conservé au Musée national de Berlin. Un tuyau a été obtenu en agrafant une fine feuille de cuivre, afin d’obtenir un diamètre de 75 mm ; l’implantation (environ 100 m de longueur) était constituée d’une série de ces tubes.
À l’époque romaine, les tuyaux de plomb (en latin fistulae) étaient couramment utilisés pour amener l’eau dans les cités et à l’intérieur même des maisons. Les fistules sont fabriquées à partir d’une plaque de plomb rectangulaire roulée en forme ovoïde et refermée par un cordon de soudure longitudinale. Les Romains utilisaient également des tubes en terre cuite emboîtés les uns dans les autres et scellés au mortier, pour certaines conduites d’eau chaude ou de vapeur.
On a retrouvé sur plusieurs sites archéologiques, des amphores dont le fond a été troué, emboîtées les unes dans les autres, détournées à des fins de canalisation.
Une des premières grandes constructions de tuyau est le système de canalisations attenante à la machine de Marly, construite entre 1681 et 1682, un gigantesque dispositif de pompage des eaux de la Seine, construit sous le règne de Louis XIV à Bougival.
Fin XVIIIe siècle, en termes de fontainerie, un tuyau est une conduite en fer fondu, en cuivre, en plomb, en terre cuite ou en bois, dont on se sert pour faire passer l'eau d'un lieu à un autre.
- Les tuyaux en fonte sont de différents diamètres et ont environ trois pieds de longueur, avec trois ou quatre oreilles percées à chaque extrémité par lesquelles on joint ces tuyaux au moyen d'autant de vis et leurs écrous, en mettant du cuir entre chaque jointure.
- Les tuyaux en terre sont aussi de différents diamètres et de la même longueur que ceux de fonte; ils s'emboîtent à l'extrémité les uns dans les autres, et on garnit leur jonction de mastic fait avec de la poix, de la filasse et de l'étoupe, et quelquefois on les enveloppe d'une chape de mortier de chaux et ciment.
- Les tuyaux en bois sont d'aulne ou d'orme aussi de différents diamètres, que l'on perce avec des tarières — on les emboîte les uns dans les autres comme ceux de terre.
- Les tuyaux de plomb sont de deux sortes ; les uns soudés, et les autres moulés. Un « tuyau physique » est un tuyau formé d'une bande de plomb qu'on rabote et dresse à la varlope sur les deux côtés de son épaisseurs, dont on abat les deux arêtes en chanfrein, ce qui forme, la bande étant roulée, une rainure que l'on remplit d'étain ou soudure — le nom de ce tuyau lui vient de la précision qu'il faut mettre à sa fabrication. Un tuyau soudé en long : tuyau qui est fait avec du plomb en table, roulé, et dont la soudure, étendue sur le joint, forme une côte.
- On fait aussi de cuivre rouge en planche, et de potain ou cuivre jaune fondu.

Un tuyau d'aspiration est le tuyau qui est placé entre le corps d'une pompe et le fond du puits, et dans lequel l'eau monte au moyen de l'air aspiré par le jeu du piston.

#### Puits
Sur le Site archéologique des Fontaines Salées, des tuyaux en bois datant du Néolithique, servent de cuvelages en bois au puits d'exploitation servant à obtenir le sel par évaporation. La datation au carbone 14 et par la dendrochronologie des fûts qui sont encore visibles de nos jours, a permis de montrer que le site a été occupé depuis 2238 av. J.-C.

#### Eaux de pluie, eaux vannes
Fin XVIIIe siècle, le tuyau de descente, tuyau qui porte les eaux d'un chéneau ou d'une cuvette jusque sur le pavé (la rue), ou qui permet d'évacuer les excréments du « siège de commodités » jusqu'à la fosse d'aisance. Dans ce dernier cas il prend aussi le nom de « poterie » ou chausse d'aisance. Celle-ci est constituée de boisseaux de poterie, vase de terre cuite sans fond de huit à neuf pouces de diamètre et un pied de long qui s'emboitent les uns sur les autres. On dit qu'un tuyau de descente d'une chausse d'aisance est « engorgé » lorsque bouché par quelque sédiment ou quelques ordures.
Au XXe siècle, les tuyaux de descente ou « descentes d'eau pluviale » sont en zinc, en cuivre ou en alliage de ces métaux (Zn-Cu-Ti), en PVC, etc. Les dauphins sont souvent en fonte. Les descentes des eaux vannes se font en PVC. Les canalisations d'égout se font en béton, béton armé, fibrociment, grès vernissé, PVC ou polyéthylène. Les tuyaux de drainage sont en béton poreux, fibrociment, grès vernissé, PVC ou en polyéthylène.

#### Extinction des feux

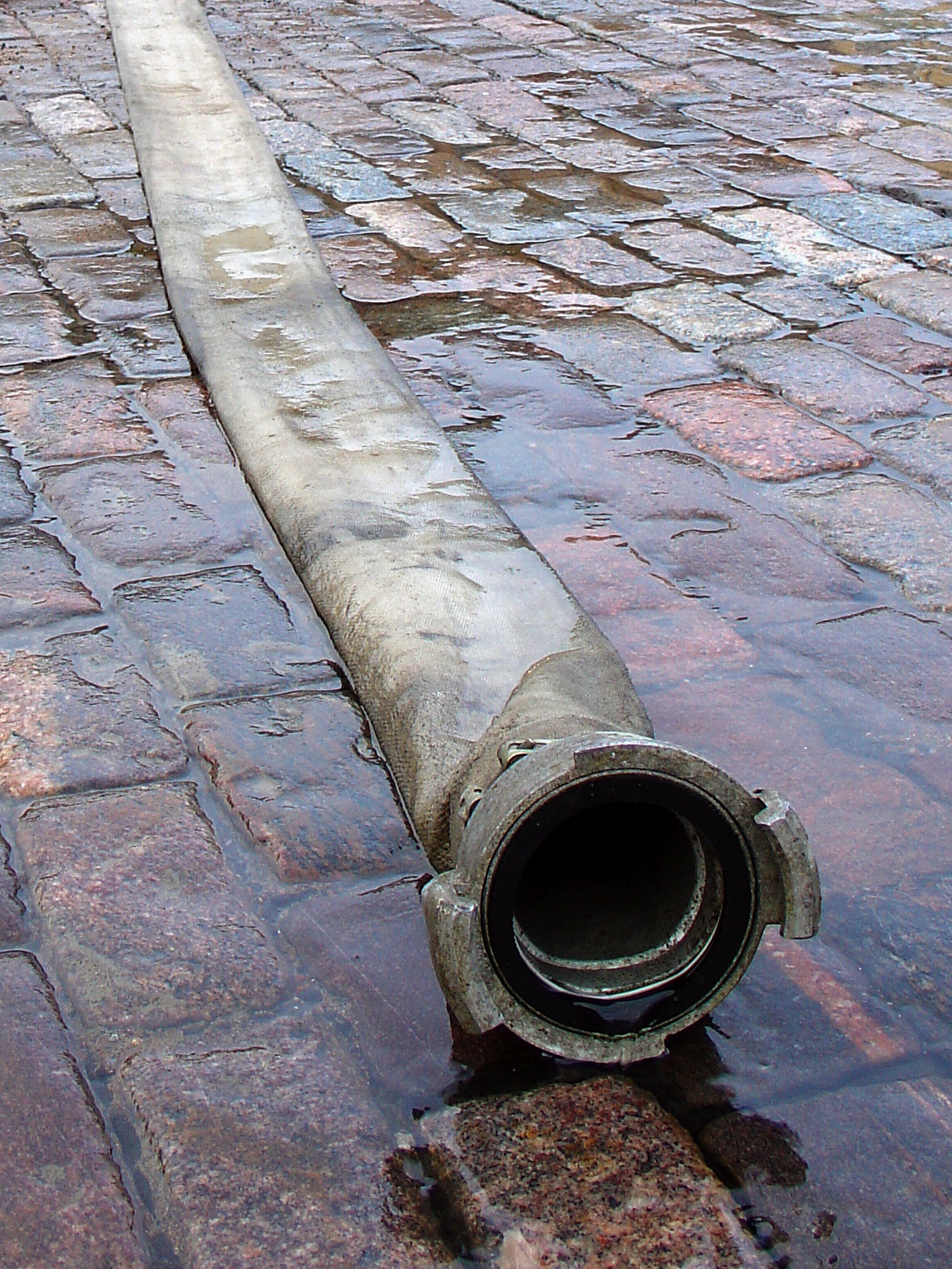
Tuyau d'incendie

### Canalisation pour les gaz

#### Cheminée
Les premiers tuyaux ayant véhiculé des gaz sont les cheminées[réf. nécessaire]. Fin XVIIIe siècle, le « tuyau de cheminée » est lui, construit en plâtre pigeonné ou en briques ; on fait des tranchées ou arrachements dans le mur pour liaisonner cette maçonnerie. Il y a diverses sortes de constructions à savoir : Tuyau adossé ou apparent — lorsqu'il saille sur le nu du mur ; Tuyau dans œuvre ou dans l'épaisseur — lorsqu'il est élevé en même temps que le mur et pratiqué dans son épaisseur, celui-ci est ordinairement fait en briques ; Tuyau en hotte — celui qui est évasé par le bas au-dessus du manteau ; Tuyau dévoyé — lorsqu'il ne monte pas d'aplomb afin de le faire passer à côté d'un autre ; Tuyau passant — celui qui vient d'un étage inférieur, et qui passe à côté d'un manteau.

#### Ventilation
La chausse d'aisance, décrite plus haut, qui canalise les matières fécales des toilettes vers la fosse d'aisance, communique avec un « tuyau de ventouse » ou « ventouse », c'est-à-dire, un tuyau de petit diamètre de poterie ou de plomb élevé jusque hors du comble « pour diminuer la mauvaise odeur que la fosse répand dans les cabinets en la faisant évaporer par le canal et la remplaçant par un air frais».

#### Gaz combustibles

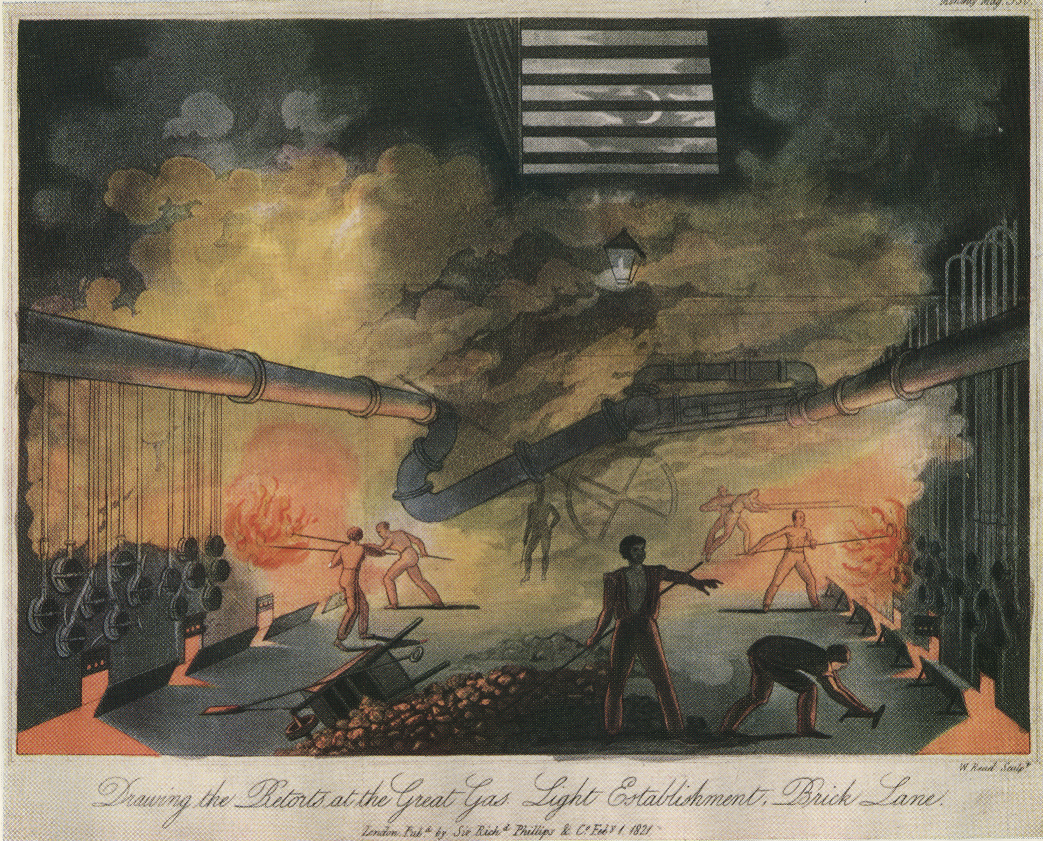
Dessin des cornues dans une usine à gaz: Drawing the retorts at the Great Gas Establishment Brick Lane, from The Monthly Magazine (1821)

Les Chinois ont commencé à utiliser du gaz naturel comme combustible et source d'éclairage au IVe siècle av. J.-C. Le forage systématique de puits pour l'extraction de la saumure au Ier siècle av. J.-C. (Dynastie Han), mena à la découverte de beaucoup de « puits à feu » au Sichuan qui produisaient du gaz naturel. Ainsi qu'il est rapporté, cela entraîna dès le IIe siècle av. J.-C., une recherche systématique de gaz naturel. La saumure et le gaz naturel étaient conduits ensemble par des tubes de bambous.
La première réelle expérimentation des gaz commence avec l'histoire du gaz manufacturé : début XIXe siècle, le gaz d'éclairage, invention récente due à Philippe Lebon et William Murdoch, est acheminé depuis les gazomètres jusqu'aux particuliers dans des conduites en plomb, en fonte, en fer étiré, en bitume, en poterie, voir en étain. En 1812, à Londres, Frédéric-Albert Winsor fonde la Gas Light and Coke Company qui se lance dans la production de gaz de houille à destination de l'éclairage. Lors de l'Exposition universelle de 1862, l'éclairage au gaz, des rues et des maisons, est divisé entre treize compagnies, dont les usines sont disséminées sur divers points de la capitale. La quantité de gaz manufacturé annuellement est de 8 millions de pieds cubes. La longueur des principaux conduits est de 2 200 milles (3 540 km) ; celle des conduits pour le service dans les maisons est de 8 200 milles (13 196 km). Les rues sont éclairées par 37 728 réverbères, placés à une distance moyenne de 68 mètres 58 centimètres l'un de l'autre. À Paris, à la même époque (1860), les usines sont au nombre de sept, lesquelles concourent toutes à l'éclairage de Paris. La longueur totale du réseau de la canalisation du sous-sol du nouveau Paris, dépasse 1 000 kilomètres.
Au XIXe siècle, les tuyaux de gaz sont des TB, de la tôle bitumée, un tuyau d'acheminement du gaz, plaqué plomb et enrobé de bitume, pour des raisons de galvanostégie.

### Machines
Les machines à vapeur d'abord, les moteurs à explosion et le moteur diesel ensuite, les machines hydrauliques utilisent des fluides et gaz de diverses natures, souvent sous pression acheminés par des tuyaux.
Le XIXe siècle, est marqué par des inventions qui utilisent l'énergie communiquée à l'eau par une chaudière. La machine à vapeur, les calorifères, font usages de tuyaux et de cylindres, dans lesquels sont transportés ou transformés des liquides ou des gaz, parfois sous haute pression.

#### Calorifère

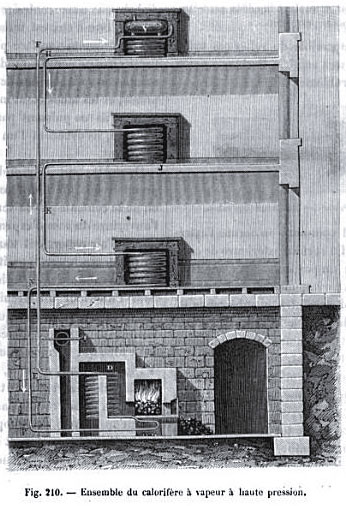
Calorifère à vapeur haute-pression

Les progrès réalisés dans les machines à vapeur profitent aux installations de chauffage domestiques. Les calorifères permettent en délocalisant une chaudière unique, source de pollutions diverses, de mieux contrôler le chauffage et la ventilation des pièces d'habitation (le rôle principal des anciens « feux ouverts » des appartements, moyen de chauffe totalement inefficace, était principalement d'assurer la ventilation des pièces d'habitation). Des fluides caloporteurs sont mis en œuvre, acheminés dans des tuyaux vers des radiateurs, chargés de disperser la chaleur dans les pièces.

### Industrie

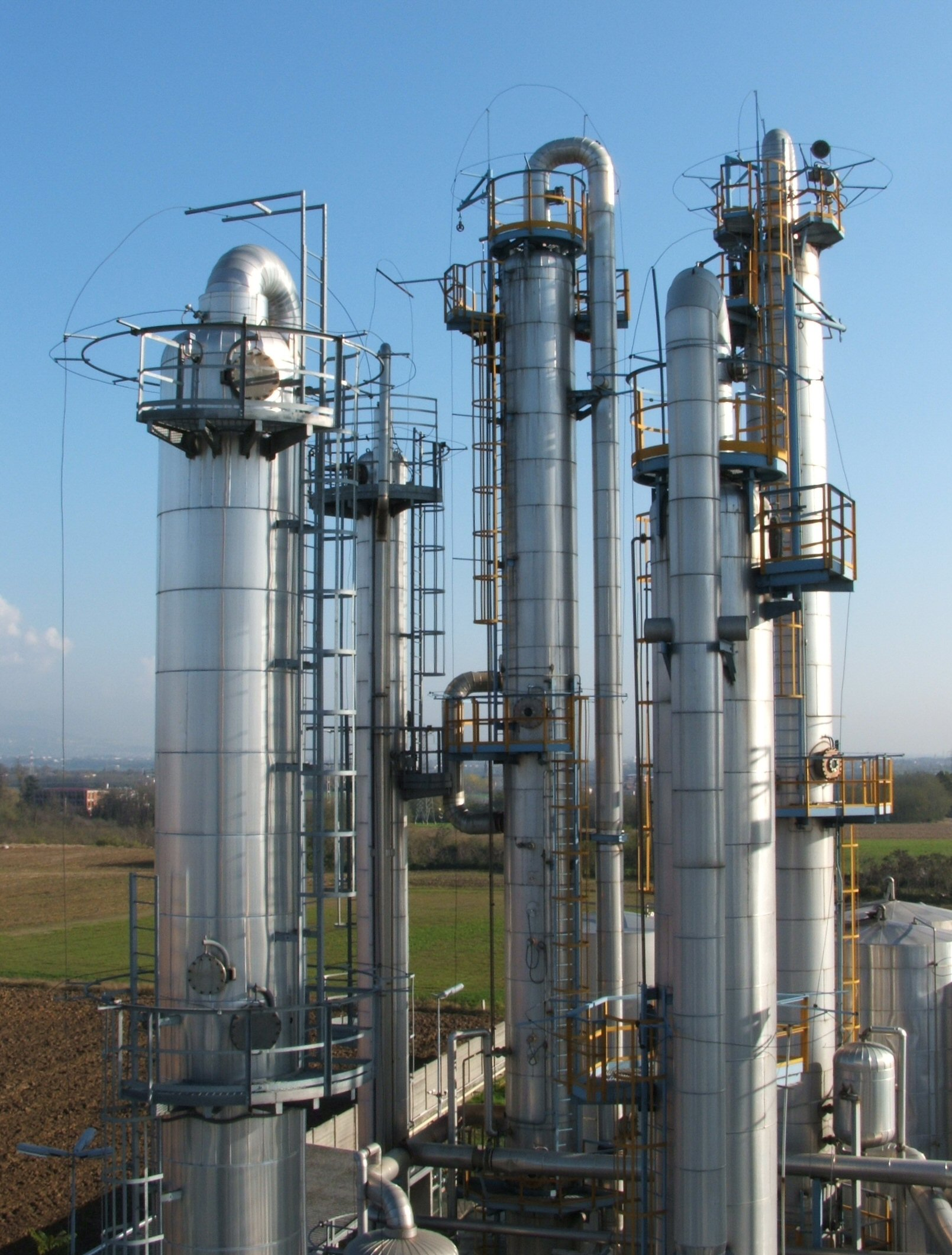
Colonnes de distillation en Italie

L'industrie du gaz de houille et des gaz manufacturés en général produit les usines à gaz, qui sont depuis disparues mais dont le terme est resté pour désigner une situation enchevêtrée. Ces usines mettent en œuvre des tuyaux pour le refroidissement et l'acheminement de gaz qui sont toxiques et doivent être manipulés avec prudence.
Dans une usine chimique, le coût des tuyauterie représente 25 à 40 % du coût de construction. Mais un sous-dimensionnement des tuyauteries menant à une augmentation des coûts de pompage, leur dimensionnement correspond à un optimum économique soigneusement calculé.
La révolution industrielle accouche à partir du début du XIXe siècle, d'usines sidérurgiques, gazières, chimique (ammoniaque, transformation des produits pétroliers, etc.) qui font un usage intensif des tuyaux : circuits de refroidissement, colonnes de distillation ou de fragmentation, cheminées en tous genre. L'amélioration du haut-fourneau, la production à la chaîne, permettent la production de produits standardisés produits massivement.
Parallèlement aux circuits d'approvisionnement en gaz, localement, et de pays à pays, se développent les circuits d'approvisionnement en eau et en électricité. Les conduites d'eau et de gaz arrivent jusque dans les appartements.
À partir de 1960, les matières plastiques, PVC et polyéthylène entre autres, remplacent les matériaux traditionnels dans beaucoup de leurs applications.

### Technique de fabrication
On distingue les tuyaux réalisés par moulage et les tubes, réalisés par roulage d'une tôle puis soudage ou encore étirés à chaud ou à froid. Dans certains cas, on peut aussi parler de conduit.
Autres procédés de réalisation :
forage (le bois d'une sarbacane), enroulement autour d'un noyau (canon de fusil au 17e et 18e siècles, tubes composites en fibres de carbone ou de verre), fonderie (canon en bronze, adduction d'eau en fonte de fer), coulage (béton), étirage (cuivre, acier), roulage et soudure de tôle d'acier à paroi mince, extrusion (matières plastiques, terre cuite, macaronis), couture (textile, on parle alors de manche).

## Usage dans les arts

Centre national d'art et de culture Georges-Pompidou
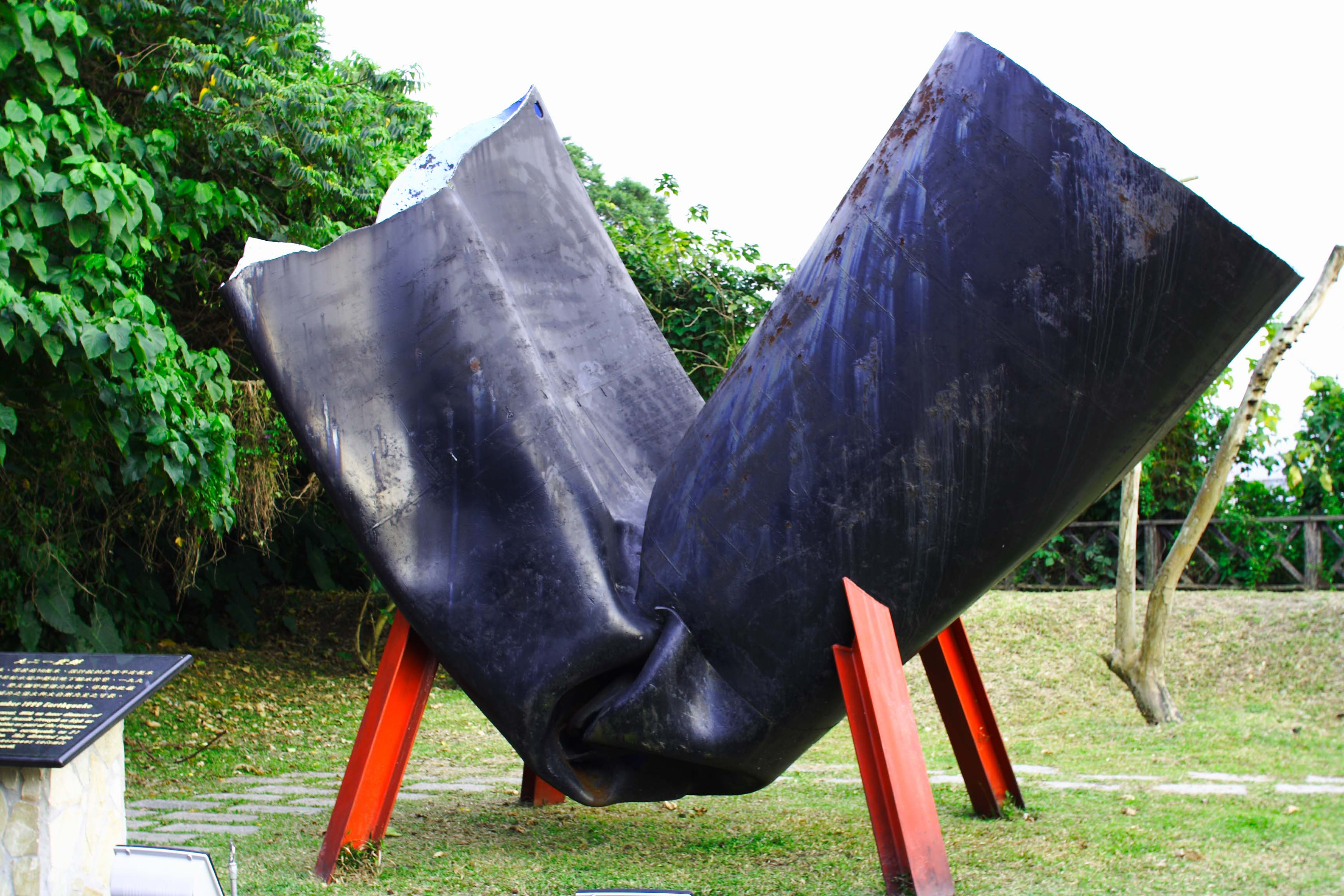
Tuyau d’adduction d'eau plié par un tremblement de terre. Museum of Drinking Water, Taipei

### Dans la culture populaire

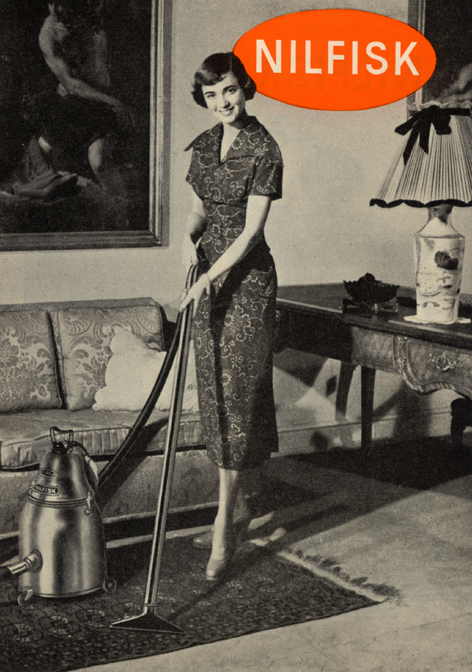
Tuyau d'aspirateur
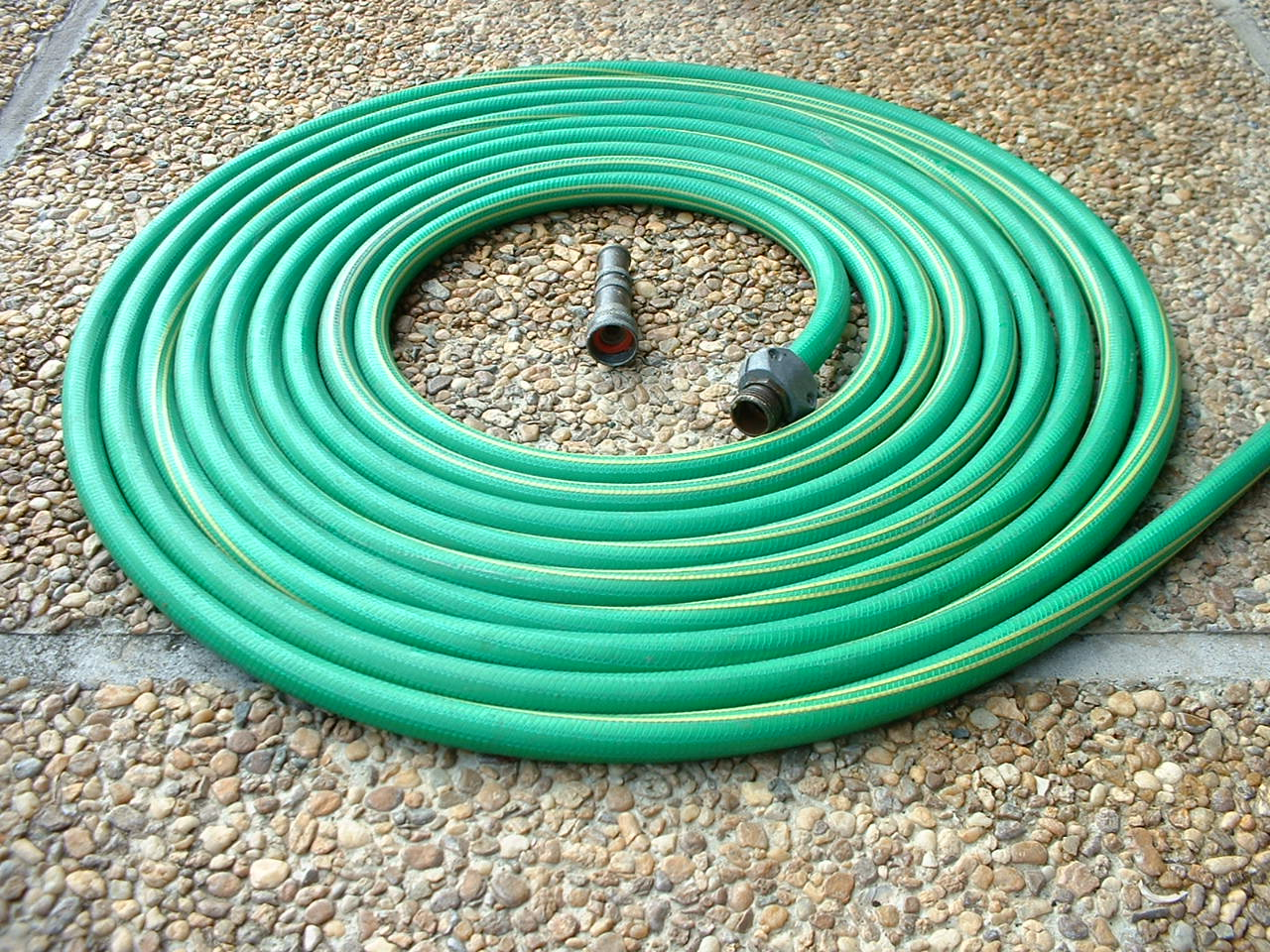
Tuyau d'arrosage
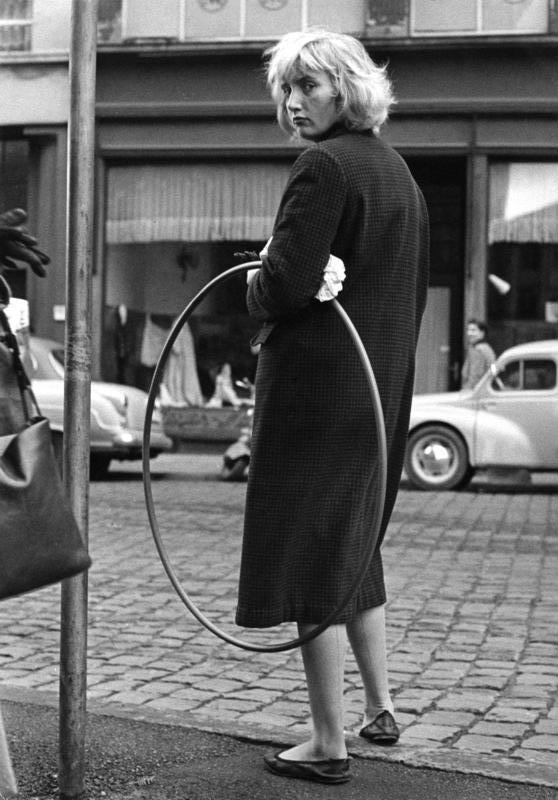
Hula hoop
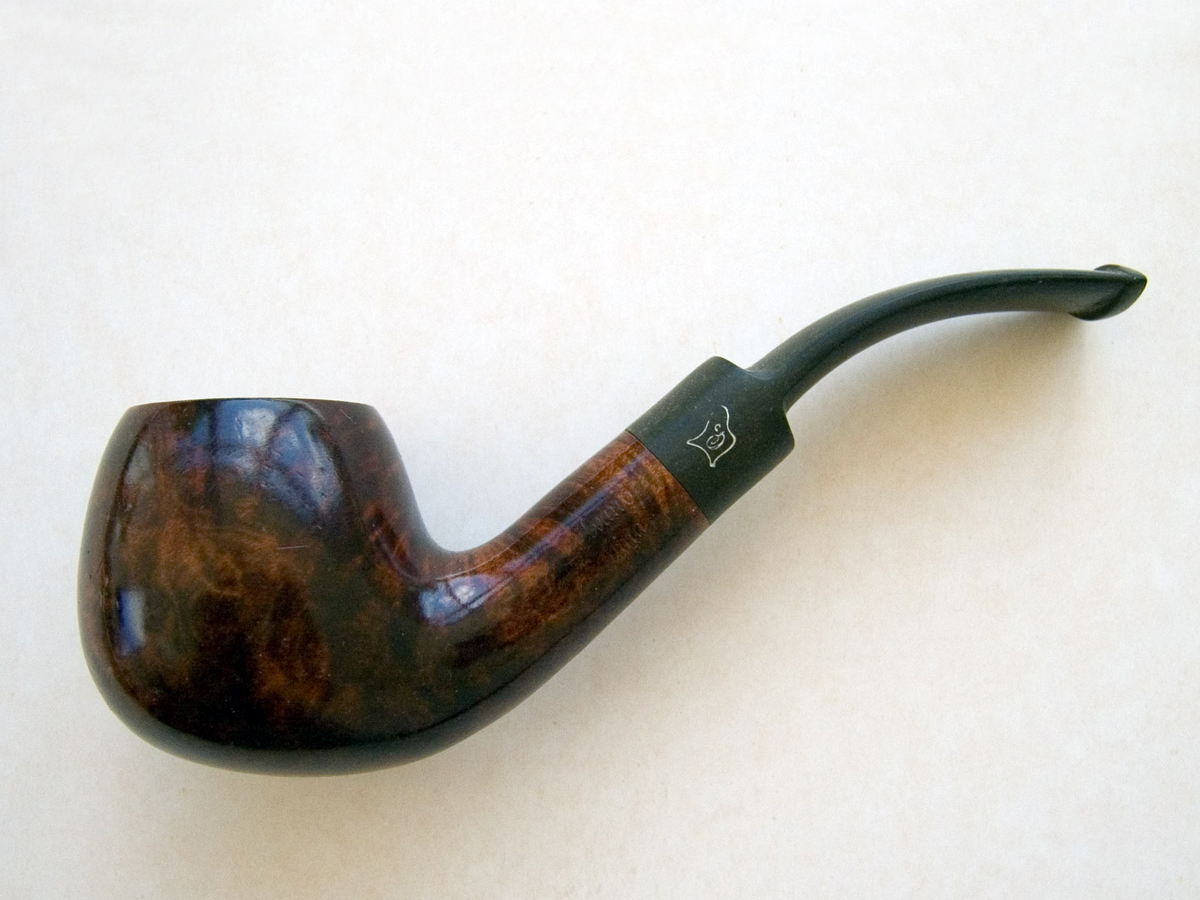
Tuyau de pipe
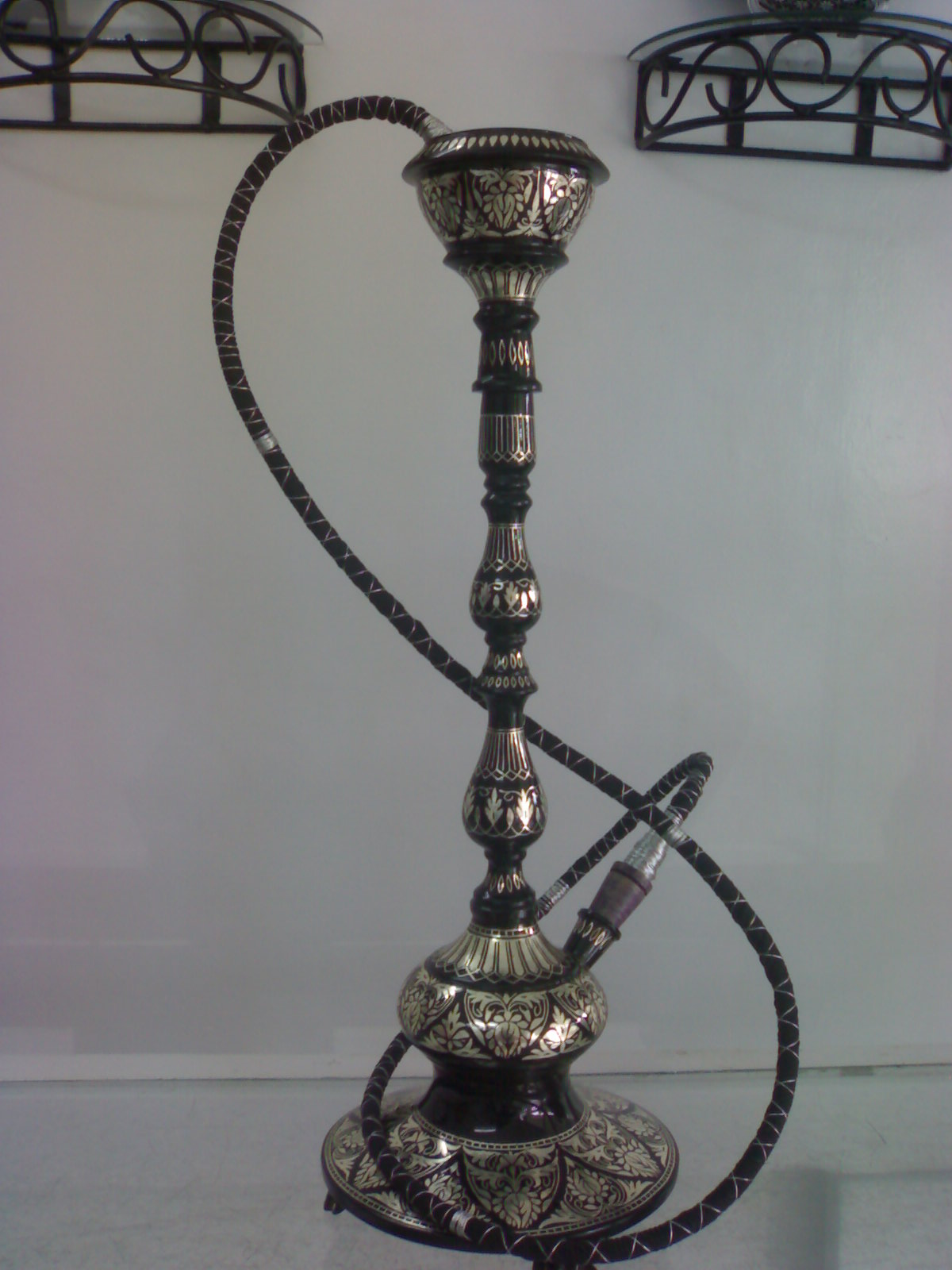
Tuyau de narguilé
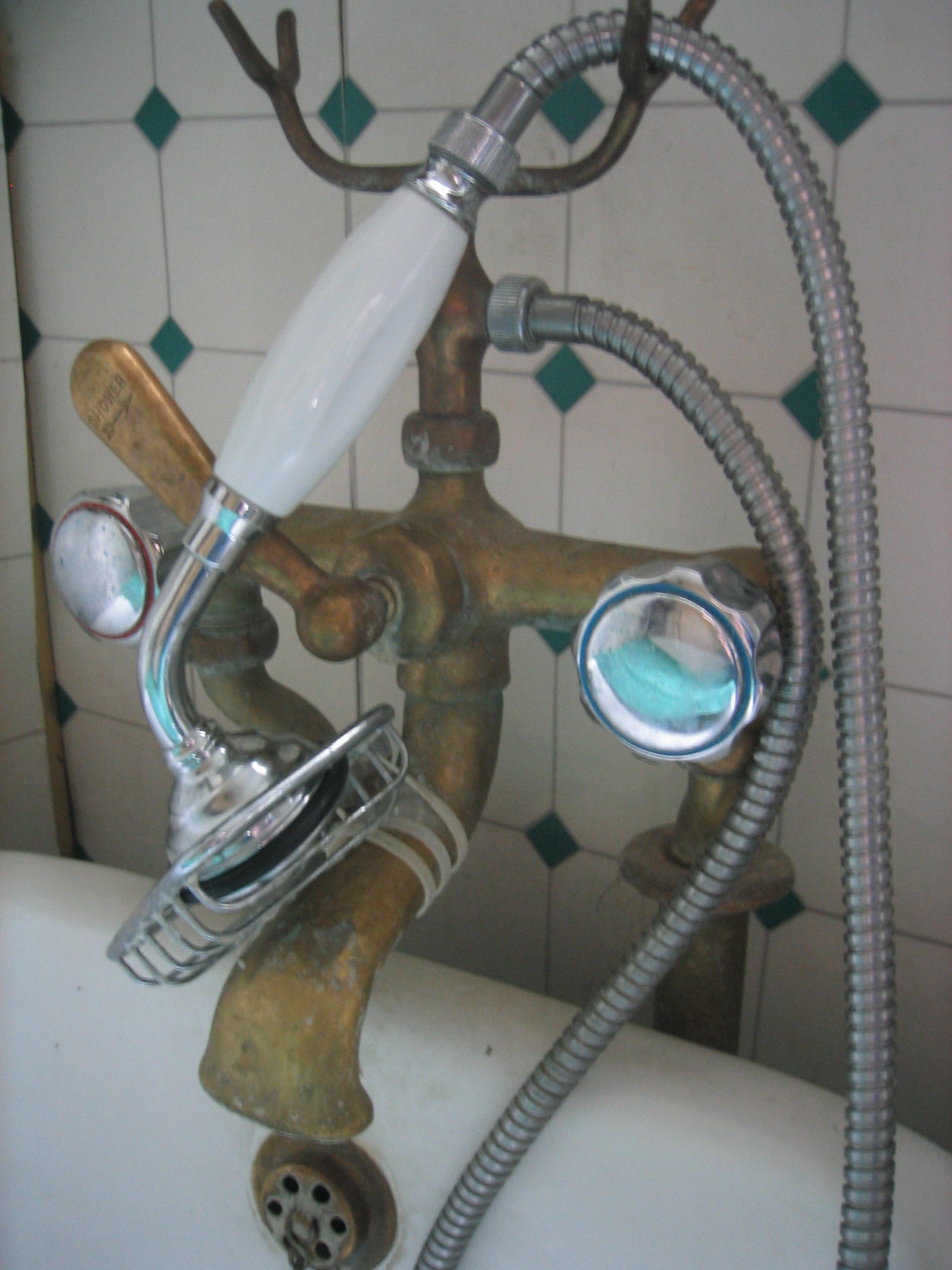
Tuyau de douche

## Physique

### Comportement mécanique
La théorie des poutres montre qu'en flexion, le tuyau a un rendement inférieur à celui d'un conduit équivalent de section rectangulaire. Voir aussi Résistance des matériaux, mécanique des milieux continus. En revanche, en torsion, la matière d'un tuyau est soumise à un cisaillement pratiquement uniforme et son rendement est proche de 100 %.
Lorsqu'un tuyau est mis sous pression, la contrainte perpendiculaire à l'axe est très supérieure à la contrainte parallèle à l'axe. Cela explique pourquoi un tube sous pression cède en général dans le sens de la longueur.

### Mécanique des fluides dans un tuyau
Daniel Bernoulli (1700–1782) établit la théorie des écoulements dans son ouvrage principal, Hydrodynamica, paru à Strasbourg en 1738.
Voir aussi Onde stationnaire dans un tuyau.

## Autres significations
En langage populaire, un tuyau est une information confidentielle révélée à quelqu'un pour le succès d'une opération.